# Volley Academy Sassuolo 2020-2021
Questa voce raccoglie le informazioni riguardanti la Volley Academy Sassuolo nelle competizioni ufficiali della stagione 2020-2021.

## Organigramma societario
Area direttiva
- Presidente: Carmelo Borruto

Area tecnica
- Allenatore: Enrico Barbolini
- Allenatore in seconda: Filippo Guidotti

## Rosa
| N° | Nome                | Ruolo | Data di nascita  | Squadra   |
| -- | ------------------- | ----- | ---------------- | --------- |
| 1  | Federica Pelloni    | L     | 26 dicembre 2002 | Italia    |
| 2  | Emma Falcone        | L     | 2 luglio 2001    | Italia    |
| 3  | Aneta Zojzi         | S     | 23 maggio 2003   | Italia    |
| 5  | Candela Salinas     | S     | 23 maggio 2000   | Argentina |
| 6  | Federica Busolini   | C     | 22 luglio 1999   | Italia    |
| 7  | Laura Pasquino      | P     | 9 gennaio 2002   | Italia    |
| 8  | Camilla Aliata      | S     | 5 maggio 2003    | Italia    |
| 9  | Karola Dhimitriadhi | S     | 8 maggio 1996    | Italia    |
| 10 | Vittoria Fornari    | C     | 25 gennaio 2002  | Italia    |
| 11 | Natasha Spinello    | P     | 15 dicembre 1998 | Italia    |
| 12 | Francesca Magazza   | S     | 12 marzo 2002    | Italia    |
| 13 | Sara Tajè           | C     | 3 dicembre 1998  | Italia    |
| 14 | Ginevra Bazzani     | O     | 20 gennaio 2002  | Italia    |
| 15 | Camilla Ferrari     | S     | 8 agosto 2002    | Italia    |
| 16 | Giada Civitico      | C     | 5 dicembre 2000  | Italia    |
| 17 | Ekaterina Antropova | O     | 19 marzo 2003    | Italia    |
| 18 | Iman Arris          | S     | 21 marzo 2002    | Italia    |

## Risultati

### Serie A2

#### Girone di andata
| 1ª giornata - 20 settembre 2020 Palazzetto San Luigi, Busto Arsizio     | Futura Giovani   | 2 - 3 | Academy Sassuolo | 25-22, 28-26, 18-25, 21-25, 13-15 |
| 2ª giornata - 27 settembre 2020 Palestra Santissima Consolata, Sassuolo | Academy Sassuolo | 3 - 1 | CUS Torino       | 23-25, 25-18, 25-16, 25-21        |
| 3ª giornata - 4 ottobre 2020 PalaFonte, Roma                            | Roma Club        | 3 - 0 | Academy Sassuolo | 25-17, 25-22, 25-23               |
| 4ª giornata - 11 ottobre 2020 Palestra Santissima Consolata, Sassuolo   | Academy Sassuolo | 3 - 0 | Pinerolo         | 25-23, 25-19, 25-19               |
| 5ª giornata - 14 ottobre 2020 Centro Pavesi, Milano                     | Club Italia      | 1 - 3 | Academy Sassuolo | 16-25, 19-25, 25-23, 22-25        |
| 6ª giornata - 18 ottobre 2020 Geopalace, Olbia                          | Hermaea          | 3 - 0 | Academy Sassuolo | 25-22, 25-23, 30-28               |
| 7ª giornata - 25 ottobre 2020 Palestra Santissima Consolata, Sassuolo   | Academy Sassuolo | 1 - 3 | Mondovì          | 21-25, 16-25, 25-23, 21-25        |
| 8ª giornata - 26 dicembre 2020 Palestra Santissima Consolata, Sassuolo  | Academy Sassuolo | 3 - 0 | Montale          | 25-16, 25-18, 25-23               |
| 9ª giornata - 12 gennaio 2021 PalaBellina, Marsala                      | Marsala          | 3 - 2 | Academy Sassuolo | 25-22, 23-25, 17-25, 25-18, 15-6  |

#### Girone di ritorno
| 10ª giornata - 30 dicembre 2020 Palestra Santissima Consolata, Sassuolo | Academy Sassuolo | 0 - 3 | Futura Giovani   | 18-25, 16-25, 22-25              |
| 11ª giornata - 22 novembre 2020 PalaRuffini, Torino                     | CUS Torino       | 3 - 1 | Academy Sassuolo | 25-22, 18-25, 28-26, 25-23       |
| 12ª giornata - 29 novembre 2020 Palestra Santissima Consolata, Sassuolo | Academy Sassuolo | 3 - 1 | Roma Club        | 25-17, 25-22, 22-25, 25-21       |
| 13ª giornata - 5 dicembre 2020 Palazzetto dello sport, Pinerolo         | Pinerolo         | 3 - 2 | Academy Sassuolo | 25-15, 25-15, 18-25, 25-27, 15-9 |
| 14ª giornata - 9 gennaio 2021 Palestra Santissima Consolata, Sassuolo   | Academy Sassuolo | 3 - 1 | Club Italia      | 26-28, 25-19, 25-21, 25-23       |
| 15ª giornata - 13 dicembre 2020 Palestra Santissima Consolata, Sassuolo | Academy Sassuolo | 3 - 0 | Hermaea          | 25-20, 25-17, 25-23              |
| 16ª giornata - 20 dicembre 2020 PalaManera, Mondovì                     | Mondovì          | 3 - 0 | Academy Sassuolo | 25-19, 26-24, 25-20              |
| 17ª giornata - 17 gennaio 2021 Palestra Magagni, Castelnuovo Rangone    | Montale          | 1 - 3 | Academy Sassuolo | 25-22, 20-25, 22-25, 22-25       |
| 18ª giornata - 24 gennaio 2021 Palestra Santissima Consolata, Sassuolo  | Academy Sassuolo | 1 - 3 | Marsala          | 29-27, 20-25, 24-26, 17-25       |

### Pool promozione

#### Girone di andata
| 1ª giornata - 28 febbraio 2021 PalaScoppa, Soverato                            | Soverato         | 3 - 1 | Academy Sassuolo | 25-17, 25-21, 12-25, 25-20 |
| 2ª giornata - 7 marzo 2021 Palestra Santissima Consolata, Sassuolo             | Academy Sassuolo | 3 - 1 | Megavolley       | 25-18, 23-25, 25-21, 25-17 |
| 3ª giornata - 14 marzo 2021 PalaCesari, Cutrofiano                             | Cutrofiano       | 1 - 3 | Academy Sassuolo | 20-25, 17-25, 25-21, 22-25 |
| 4ª giornata - 2 maggio 2021 Palestra Santissima Consolata, Sassuolo            | Academy Sassuolo | 3 - 1 | Helvia Recina    | 25-13, 25-23, 25-27, 25-13 |
| 5ª giornata - 21 aprile 2021 Palazzetto dello Sport, San Giovanni in Marignano | Adolfo Consolini | 0 - 3 | Academy Sassuolo | 17-25, 22-25, 20-25        |

#### Girone di ritorno
| 6ª giornata - 28 aprile 2021 Palestra Santissima Consolata, Sassuolo  | Academy Sassuolo | 0 - 3 | Soverato         | 23-25, 19-25, 19-25 |
| 7ª giornata - 7 aprile 2021 PalaDionigi, Vallefoglia                  | Megavolley       | 3 - 0 | Academy Sassuolo | 25-17, 25-21, 30-28 |
| 8ª giornata - 11 aprile 2021 Palestra Santissima Consolata, Sassuolo  | Academy Sassuolo | 3 - 0 | Cutrofiano       | 25-17, 25-23, 25-20 |
| 9ª giornata - 17 aprile 2021 PalaFontescodella, Macerata              | Helvia Recina    | 3 - 0 | Academy Sassuolo | 27-25, 25-21, 25-20 |
| 10ª giornata - 25 aprile 2021 Palestra Santissima Consolata, Sassuolo | Academy Sassuolo | 3 - 0 | Adolfo Consolini | 25-12, 25-22, 25-22 |

#### Play-off promozione
| Quarti di finale (gara 1) - 12 maggio 2021 Palestra Consolata, Sassuolo | Academy Sassuolo | 2 - 3 | Helvia Recina    | 21-25, 25-19, 24-26, 25-19, 8-15                    |
| Quarti di finale (gara 2) - 16 maggio 2021 PalaFontescodella, Macerata  | Helvia Recina    | 2 - 3 | Academy Sassuolo | 22-25, 26-24, 25-21, 20-25, 15-17 Golden set: 13-15 |
| Semifinali (gara 1) - 19 maggio 2021 Palestra Consolata, Sassuolo       | Academy Sassuolo | 3 - 1 | Megavolley       | 27-25, 25-18, 20-25, 27-25                          |
| Semifinali (gara 2) - 22 maggio 2021 PalaDionigi, Vallefoglia           | Megavolley       | 3 - 1 | Academy Sassuolo | 25-19, 23-25, 25-18, 25-20                          |
| Semifinali (gara 3) - 23 maggio 2021 PalaDionigi, Vallefoglia           | Megavolley       | 3 - 0 | Academy Sassuolo | 25-23, 25-22, 25-21                                 |